# Liste der Monuments historiques in Rouvroy-Ripont
Die Liste der Monuments historiques in Rouvroy-Ripont führt die Monuments historiques in der französischen Gemeinde Rouvroy-Ripont auf.

## Liste der Objekte
| Bezeichnung                     | Beschreibung                                                                  | Standort                                   | Kennzeichnung | Schutzstatus    | Datum  | Bild |
| ------------------------------- | ----------------------------------------------------------------------------- | ------------------------------------------ | ------------- | --------------- | ------ | ---- |
| Skulptur Heiliger Christophorus | Holz, 16. Jahrhundert; vermutlich im Ersten Weltkrieg mit der Kirche zerstört | Ripont, in der Kirche St-Christophe (Lage) | PM51001590    | Classé gelöscht | ? 1942 |      |
| Skulptur Heiliger Mauritius     | Holz, farbig gefasst, 16. Jahrhundert; aus der Kirche St-Christophe in Ripont | Rouvroy, in der Kirche St-Maurice (Lage)   | PM51002345    | Inscrit         | 1975   |      |